# Rovaniemi landskommun
Rovaniemi landskommun (finska: Rovaniemen maalaiskunta) var en kommun i landskapet Lappland i Lapplands län i Finland. Rovaniemi landskommun hade 22 181 invånare år 2005 och en yta på 7 915,51 km². Från och med 1 januari 2006 är landskommunen sammanslagen med Rovaniemi stad.
Rovaniemi landskommuns vapen övertogs av Rovaniemi stad när kommunerna sammanfördes.

## Politik

### Mandatfördelning i Rovaniemi landskommun, valen 1964–2004
Statistik över kommunalval i Finland finns tillgänglig i statistikcentralens publikationer för enskilda kommuner från valet 1964 och framåt. Publikationen över kommunalvalet 1968 var den första som redovisade komplett partitillhörighet.
| 13 | 6 | 22 |

| 8 | 5 |  | 8 | 17 | 2 |

| 8 | 6 | 4 | 15 |  |  |

| 11 | 6 |  |  | 20 | 2 | 2 |

| 10 | 6 |  |  | 21 |  | 3 |

| 8 | 7 | 2 | 22 | 4 |

| 6 |  | 7 |  | 24 | 4 |

| 7 | 9 |  |  | 20 |  | 4 |

| 7 | 7 |  | 23 |  | 4 |

| 7 | 6 | 26 | 4 |

| 7 | 6 |  | 25 | 4 |

| 28 | 15 |